# Piaci szocializmus
A vegyes gazdaság ellenpólusa a szocialista rendszer. A két szélsőség közötti kompromisszum a piaci szocializmus. Ez a rendszer is magántulajdonon alapul, de bizonyos iparágak és/vagy szolgáltatások, mint például a közellátás területén a közösségi tulajdon is jelentős. A termék és a szolgáltatások előállításában és elosztásában a magánpiac a gazdaság meghatározó része. A kormányzat ellenben jelentős szerepet játszik a gazdaság elosztásában azzal, hogy erősíti a jövedelemelosztás kiegyenlítettségét, és a jóléti rendszerén keresztül magas életszínvonalat tart fenn.